# الحزب الأخضر الأوروبي
الحزب الأخضر الأوروبي، المُشار إليه أحيانًا باسم الخضر الأوروبيون، هو الحزب السياسي الأوروبي الذي يعمل بصفته اتحادًا للأحزاب السياسية التي تدعم السياسة الخضراء في جميع أنحاء أوروبا، ويتعاون مع التحالف الأوروبي الحر لتشكيل مجموعة برلمانية من كلا الفريقين في البرلمان الأوروبي.

## تاريخه
تأسس الحزب الأخضر الأوروبي في 22 فبراير عام 2004 في المؤتمر الرابع للاتحاد الأوروبي للأحزاب الخضراء في روما بحضور أكثر من 1000 مندوب. انضم لهذا الحزب الأوروبي الوحدوي الجديد 34 حزبًا أخضر من جميع أنحاء أوروبا. كان هؤلاء الخُضر أول من شكل حزبًا سياسيًا على مستوى أوروبي. حذت الاتحادات السياسية الأوروبية الأخرى حذوهم في الفترة ما بين عامي 2004 و2006. بالنسبة للخضر، كان ذلك تتويجًا لعملية كانت قد بدأت بتشكّل تنسيق غير منظم بين عامي 1979 و1993 والاتحاد الأوروبي للأحزاب الخضراء بين عامي 1993 و2004.

### بين عامي 1979 و1993
في عام 1979، أُنشئ تنسيق الأحزاب الأوروبية الخضراء والراديكالية من أجل تنظيم مشاركة هذه الأحزاب في الانتخابات البرلمان الأوروبي في ذاك العام: كانت هناك فروقات كبيرة بين المجموعتين الخضراء والراديكالية، ولم تكن الأحزاب قادرة على تشكيل منصة أوروبية وحدوية مشتركة. رغم نيل بعض الأحزاب الخضراء عددًا جيدًا من الأصوات، لم يدخل أي من الخضر البرلمان الأوروبي.
شارك الخضر مرة أخرى في انتخابات عام 1984. عقدوا مؤتمرًا في ربيع ذلك العام في لييج وأنشؤوا تنسيقًا أخضر أوروبيًا مُعاد الهيكلة، وكانت أمانته من الحزب السياسي الهولندي للراديكاليين. أصدروا أيضًا إعلانًا مشتركًا للأحزاب الخضراء الأوروبية. علاوة على ذلك، كانت الأحزاب الأعضاء قد أصبحت أقوى في المحصلة. اختير 11 عضوًا في البرلمان الأوروبي من الأحزاب الأعضاء فيه، فشكلوا الرابط الأخضر الأوربي البديل في البرلمان الأوروبي. كانت المجموعة أصغر من أن يعترف بها البرلمان للحصول على الأموال واللجان، فالتحقت بمجموعة قوس قزح، التي تضم أيضًا إقليميين، والحركة الشعبية الدنماركية ضد المجتمع الأوروبي، وبعض الراديكاليين والاشتراكيين.
شكّل الخضر الأوروبيون هيكلًا كونفدراليًا مثلثًا طليقًا، تألف من الرابط الأخضر الأوروبي البديل ذاتي السلطة في البرلمان، والتنسيق الأخضر الأوروبي الضعيف بصفته هيئة تنسيقية قومية، والأحزاب الأعضاء. أضعف موقفَ الخضر الأوروبيين أيضًا مبدأُ التناوب الذي استخدمته بعض الأحزاب الأعضاء (ألمانيا وهولندا)، فاستُبدل آخرون بأعضائهم في البرلمان الأوروبي بعد انقضاء نصف مدة ولايتهم. نشأت آلية التناوب هذه من محاولة الخضر الألمان منع استمالة أعضائهم من قبل نظام التفاوض غير الرسمي في بومدنستاغ، ولكنها عاكست مصحلتهم ضمن البرلمان الأوروبي.
بالنسبة للأحزاب الهولندية، كان اختيار التناوب حلًا وسطيًا بين ثلاثة أحزاب لم يكن لها سوى مقعدين في البرلمان: احتفظ المرشح الأعلى بأحدها، بينما تناوب المرشحان الثاني والثالث على المقعد الثاني. وبهذه الطريقة، كان لكل حزب ممثل في البرلمان الأوروبي. أخيرًا بقي هناك تنوع كبير في الآراء بين الخضر، وخصوصًا بين المؤيدين لأوروبا والمشككين بها، فأضعفت هذه العوامل موقف الخضر في البرلمان.
في انتخابات عام 1989، فازت الأحزاب الخضراء بـ26 مقعدًا. وبسبب الخلافات السياسية مع مجموعة قوس قزح القائمة، شكّل الخضر الأوروبيون مجموعة برلمانية منفصلة، وهي المجموعة الخضراء في البرلمان الأوروبي. خلال هذه الفترة، أصبح الخضر أكثر ترسخًا في البرلمان.

### بين عامي 1993 و2004
في يونيو عام 1993، تشكّل الاتحاد الأوروبي للأحزاب الخضراء على يد أعضاء التنسيق الأخضر الأوروبي في كيركونومي في فنلندا. أصبحت المنظمة أكثر هيكلية، فعقدت مؤتمرًا كل ثلاث سنوات، وكان لها مجلس ولجنة اتحادية (تنفيذية)، وعززت علاقاتها مع المجموعة الخضراء في البرلمان الأوروبي.
في الانتخابات الأوروبية عام 1994، فازت الأحزاب الخضراء بمجموع من 20 مقعدًا. انضم إليها عضو من حزب الشعب الاشتراكي الدنماركي، وآخر انتمى إلى كل من حزب الشعب جنوب التيرولي الإيطالي وحزب الشبكة. شكّل الخضر مجددًا مجموعة منفصلة عن مجموعة قوس قزح، وسمّوها التحالف الأوروبي الراديكالي.
في الانتخابات الأوروبية عام 1999، أحرز الخضر الأوروبيون فوزًا جيدًا بـ38 مقعدًا. شكلوا مجموعة مشتركة مع التحالف الأوروبي الحر، الذي مثّل الأحزاب الإقليمية والحركات الاستقلالية، التي شاركت سابقًا في التحالف الأوروبي الراديكالي. كانت العلاقة بين الخضر وهذه الأحزاب مختلفة عما سبق، نظرًا إلى أن الخضر قد أصبحوا أقوى من الناحية العددية والسياسة على حد سواء.

### منذ عام 2004
تأسس الحزب الأخضر الأوروبي في المؤتمر الرابع للاتحاد الأوروبي للأحزاب الخضراء المنعقد بين 20 و22 فبراير عام 2004 في روما، وهو مؤتمر حزبي شارك فيه أكثر من 1000 مندوب. انضم 32 حزبًا أخضر من جميع أنحاء أوروبا إلى الحزب الأوروبي الوحدوي الجديد. اختُتم تأسيس الحزب الجديد بتوقيع المعاهدة المنصّبة له في مبنى الكابيتول في روما. وبذلك، كان الخضر أول من شكل حزبًا سياسيًا على مستوى أوروبي، وحذت الاتحادات السياسية الأوروبية الأخرى حذوهم في الفترة ما بين عامي 2004 و2006.
في الانتخابات البرلمانية الأوروبية عام 2004، فازت الأحزاب الأعضاء بـ35 مقعدًا. في انتخابات عام 2009، فازت الأحزاب الخضراء الأوروبية الأعضاء بـ46 مقعدًا رغم تقليص حجم البرلمان الأوروبي، وكانت هذه أفضل نتيجة لتلك الأحزاب طوال 30 عامًا.
في الانتخابات البرلمانية الأوروبية عام 2014، كان المرشحان الأخضران هما خوسيه بوفيه وسكا كيلر. كانت الحملة على مستوى أوروبي، فشاركت سكا كيلر في جدالات مذاعة مع المرشحين الآخرين لرئاسة المفوضية الأرووبية.
بعد الأزمة الاقتصادية، عززت الأحزاب الخضراء وجودها على كلا المستويين المحلي والإقليمي. يُعد العُمد الخضر أمثال إيريك بيول في غرينوبل وفريتز كون في شتوتغارت أمثلة جيدة على ذلك. أصبحت فمكا هالسما ثاني عمدة أخضر لعاصمة أوروبية، وهي أمستردام، بعد فرانشيسكو روتيلي في روما. على المستوى الإقليمي، أصبح وينفريد كريتشمان رئيسًا لبادن-فورتيمبيرغ.
تُعتبر إينيس سابانيس وسيليا بلويل عضوين في الحكومة المحلية لمدريد وباريس على التوالي، وكلتاهما مسؤولة عن الملف البيئي.
أصبح ألكسندر فان دير بيلين أول رئيس دولة أخضر في العالم، ممثلًا النمسا.
كان المرشحان للانتخابات البرلمانية الأوروبية عام 2019 هما سكا كيلر وباس إيكهاوت.

## الأيديولوجيا والقضايا
لطالما التزم الخضر الأوروبيون بالمبادئ الأساسية للسياسة الخضراء، مثل المسؤولية تجاه البيئة، والحرية الفردية، والديمقراطية الشاملة، والتنوع، والعدالة الاجتماعية، والمساواة بين الجنسين، والتنمية المستدامة العالمية، واللاعنف.
لكن تغيرت علاقتهم بالاتحاد الأوروبي ومؤسساته بشكل كبير، وما تزال موضعًا للجدال الحي. في سبعينيات القرن العشرين وثمانينياته، كان الخضر الأوروبيون مشككين عمومًا في التكامل السياسي والاقتصادي الأوروبي، والذي كان يُنظر إليه على أنه نقيض للمصالح البيئية والاجتماعية. في برنامج الحزب لعام 1984، دعا لتشكيل أوروبا بديلة، تكون محايدة وغير مركزية. في عام 1989، تبنت بعض الأحزاب الأعضاء مسارًا أكثر برلمانية ودعمت التكامل الأوروبي أكثر، علمًا أن البرنامج يناصر دمقرطة المؤسسات الأوروبية. في برنامجهم لعام 1994، تخلى الخضر عن معارضتهم المبدئية التكاملَ الأوروبي، وبدؤوا باقتراح بدائل عملية لسياسات الاتحاد الأوروبي ومؤسساته. يعكس كل من برنامجَي 1999 و2004 ذلك أيضًا.